# Руспо
Руспо́ (итал. Ruspo) — тосканская золотая монета XVIII века, представляющая собой разновидность дуката. Впервые чеканилась при герцоге Козимо III Медичи (1670—1723).
Оформление: лилия на аверсе и изображение Иоанна Крестителя на реверсе.
Начало чеканки — 1719 год, окончание — 1836-й. 
Монета чеканилась из почти чистого золота и весила 3,487 грамма. Выпускались также тройные руспо, называвшиеся «руспоне».